# チャパ・デ・コルソ

チャパ・デ・コルソ（Chiapa de Corzo）の位置図

チャパ・デ・コルソ(Chiapa de Corzo)はメキシコ、チャパス州の中央部に位置する先古典期前期末から後古典期まで居住が続いてきた遺跡で、周辺地域の標式遺跡にもなっている。グリハルバ川左岸にある同名の町の近くにあり、州都トゥストラ・グティエレスからもそれほど遠くない場所である。肥沃な川沿いの低地にあってスミデロ峡谷の川が合流しきらない場所に立地し、先古典期中期からグリハルバ川流域とチャパス州太平洋岸の中心地の一つとして本格的に発展しはじめた。季節によって氾濫する川沿いの肥沃な土地を思う存分に利用するとともに、やや上流のラ・リベルタドから航行可能になりすぐ下流にはスミデロ峡谷から流れる川の合流点があるという好立地を生かし河川交通や交易を統御して後古典期まで繁栄を続けた。
チャパ・デ・コルソは、13期に時期区分され、先古典期のチャパI期 - V期（1500B.C. - 100B.C.）、原古典期のチャパVI及びVII期（100B.C. - A.D.200）、古典期のチャパVIII期 - X期（A.D.200 - 950）、後古典期のチャパXI-A期 - XII期（A.D.950 - 1524）までに区分される。

## 先古典期のチャパ・デ・コルソ
チャパ・デ・コルソでみられる巨大な土のマウンドと中庭は先古典期中期のチャパIII期、紀元前700年ないし同600年頃から築かれ始めた。建造物7-Eの粘土の床に掘り込んだこの時期独特の墓から出土した土器はよく磨かれた赤、黒、褐色がかった白色の単色土器でろうのようなにぶい光沢をもつ。建造物7-Eは粘土をつき堅めた高さ6mの建物でのちに基壇13号に覆われるようになる。この時期からチャパ・デ・コルソに首長制国家が形成されはじめたと考えられる。
先古典期後期のチャパIV期（紀元前400年前後）には化粧漆喰の建造物が現れる。土器の器形は多様化して円筒形の印章も出現する。埋葬74号からは、この時期から出現する化粧漆喰を施した土器に共伴して貝製の羽毛のヘビが刻まれた耳飾りも出土している。チャパIV期の年代はマウンド1号の炭化物の放射性炭素年代から564±B.C.から424±60B.C.頃と考えられる。チャパV期（紀元前200年前後）になると土器には胴部の中央部ないし口縁部に鍔を持つ鉢や皿が特徴で赤と黒に彩色され磨かれている。トウモロコシの穂のように尖って内部が空洞な四脚土器もまれに出土する。赤地にクリーム色の二彩土器もみられ内面にも外面にもさまざまな曲線文様が施された器面がよく磨かれた鉢が典型的なものである。香炉につかわれたと考えられる内側に突起をもち黒く塗色された鉢がわずかながら出土する。この器はチャパV期の間に発展し普遍的なものとなる。チャパV期の土器はカンペチェ州やマヤ低地でみられるチカネル期の土器と非常によく似ており直接的な関係がうかがわれる。またグアテマラ高地からの強烈な影響のもとに永続的で洗練された地域スタイルとして形成されたと考えられる。チャパV期の年代はマウンド1号のチャパV期の廃棄された層の上に倒れた建物の炭化した柱のサンプルから得られた放射性炭素年代から210±30B.C.前後と考えられる。

## 原古典期以降後古典期のチャパ・デ・コルソ

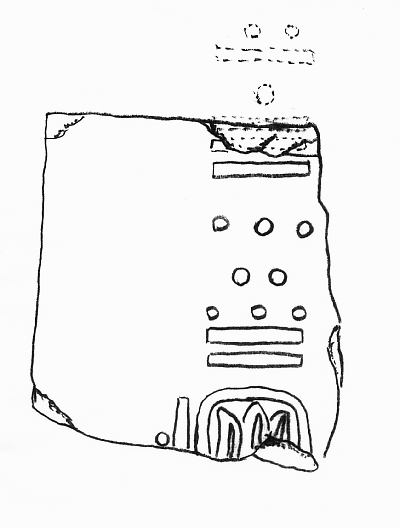
メソアメリカ最古の長期暦の刻まれた石碑2号。[7バクトゥン16カトゥン]3トゥン2ウィナル13キン6ベン[18シュル]（紀元前36年）の日付が刻まれているが、7バクトゥン、16カトゥン、18シュルの部分が欠損しているので計算で補っている。

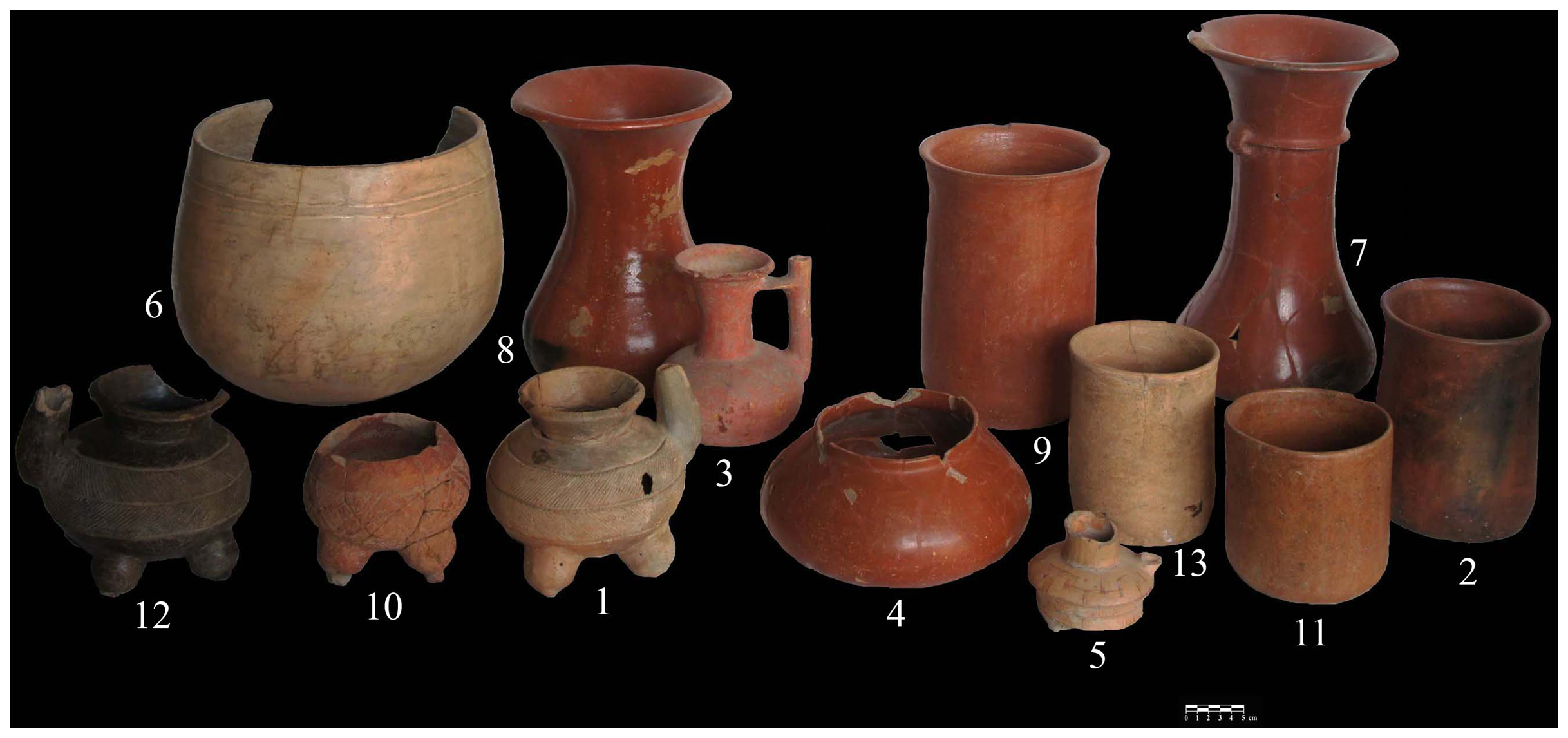

チャパVI期（100B.C. - A.D.1頃）になると丁寧に加工された切石を積んだ建物が現れる。最も初期の建物は正面と背面にわずかずつ昇がる階段をつけた低い基壇状の建造物である。基壇の上には二部屋で構成されたアドベの神殿が建てられていた。やがてより大きな石材を表面に露出させた基壇と複数の部屋をもつ「宮殿」ともいうべき建物が建てられるようになる。そのような建物の天井にはいわゆる持ち送り式アーチ構造が用いられているものもあった。この時期で特筆すべきなのは現在のところメソアメリカ最古になる長期暦で紀元前36年に相当する日付が刻まれた石碑2号が出土していることである。一方で土器の器種組成もV期とは全く異なったものとなる。同時期の主要なメソアメリカの外来土器が持ち込まれる反面、チャパV期にみられたチカネル期のような土器は消失する。チャパVI期の土器が最も近似するのはグアテマラ高地にあるカミナルフューのアレナル期の土器である。その一方では建造物と土器は搬入される良品の土器を除いて独自の発展を遂げる。他地域から持ち込まれる土器にはベラクルス州南部、オアハカ州やエルサルバドルのものが挙げられる。乳房形四脚土器も出土するがメソアメリカの他地域のものとは異なっておりどこから持ち込まれたかは不明である。1号墓からは精巧な刻線文様が刻まれた人間の大腿骨が出土しておりおそらくこれも搬入品と思われる。チャパVI期では深い器壁が直立するタイプの円筒形の粗製深鉢が香炉としても用いられ埋納遺構から最も普通に出土する。エルサルバドルからの搬入品には器台付きの香炉もみられる。チャパVI期の終末になると動物をかたどった突起の付いた香炉が何種類か出現する。三つの動物状の突起の付いた香炉はグアテマラ高地の先古典期後期にみられる。表面調整をなめらかにした斑紋ないし縞模様のある金属的な光沢を持つオレンジ色の土器はミラドールの窯の灰原から多量に発見されており、チャパ・デ・コルソの埋納遺構からも多数同じ土器が出土している。チャパVI期の指標となった放射性炭素年代サンプルはマウンドV出土の炭化した屋根の梁材であってA.D.38±45の年代が得られ、近隣のサンタ・ロサ遺跡マウンドFの張り床の灰をつきかためた層から原古典期前期段階の土器に共伴していた炭化物から38±65B.C.の年代が得られている。
チャパVII期（A.D.1 - 200頃）になるとマヤ原古典期後期の搬入品はまれとなりグアテマラ高地の影響が濃厚である。巨視的にはテワンテペク地峡の土器様式圏に属する地域スタイルとして発展している。主な器形は体部が直立ないし外反する鉢や短頸壷、底部が燻されて黒くなっているが口縁部のみが酸化して白くなった球根状の壷などがみられる。チャパVII期の建築的な発展の特色として化粧漆喰の施された装飾帯が挙げられる。そのほかには玄武岩の丸石を並べて土器を奉納する埋納遺構やジャガー信仰の先駆をなす猫科動物の骨が埋納された奉献跡もみられる。チャパVII期の指標になる放射性炭素年代のサンプルはサンタ・ロサのマウンドBの神殿の床に残った炭化した柱痕でありA.D.113±60の年代が得られている。
チャパVII期に属するA.D.80年頃にオト・マンゲ語族に属するチャパネク人がやってきてチャパ・デ・コルソをはじめとするグリハルバ中流域一帯を征服し支配した。チャパネク人は勇猛をもって知られ、年代記作者であるベルナール・ディアスは、1524年にはこの遺跡が祭祀センターとして機能していたときにチャパ・デ・コルソが人口4000人ほどで道路と街並みは整然としていたことと、チャパネク人の戦士たちが勇猛であることを記録している。実際のところ、チャパネク人はアステカの支配を受けずにすんでいることからもこのことがうかがわれる。